# 斯季爾基夫齊
50°20′28″N 25°0′35″E / 50.34111°N 25.00972°E
斯季爾基夫齊（烏克蘭語：Стирківці），是烏克蘭西部的村莊，隸屬利維夫州的舍普季茨基區。該村面積0.57平方公里，海拔高度199米，2001年人口171，人口密度每平方公里300人。